# Shigeo Sugiura
Shigeo Sugiura, född 10 maj 1917 i Shizuoka prefektur, död 10 april 1988, var en japansk simmare.
Sugiura blev olympisk guldmedaljör på 4 x 200 meter frisim vid sommarspelen 1936 i Berlin.